# التنافس بين العراق والكويت في كرة القدم
يعرض هذا المقال التنافس بين العراق والكويت في كرة القدم ويخص المباريات التي جرت بين المنتخبات الأولى لكلا البلدين، ويعود هذا التنافس منذ أول مباراة في 13 نوفمبر 1964.
يتميز اللقاء بين المنتخبين العراقي والكويتي بمنافسة كبيرة في العديد من المباريات التي جمعت بينهما. بدأ التنافس منذ منتصف العقد 70 وكانت الفترة ما بين عام 1976 حتى عام 1986 التي شهدت العصر الذهبي لكرة القدم يمكن القول انهما كانا أفضل فرق المنطقة. فرض الفريقان سيطرتهما الكاملة على منطقة الخليج، ومنذ إنشاء كأس الخليج عام 1970 حتى عام 1990، فاز بالبطولة العراق والكويت فقط ؛ فاز الكويت سبع مرات (1970، 1972، 1974، 1976، 1982، 1986، 1990)، وعلى الرغم من غياب العراق في النسخات الثلاث الأولى وانسحابه في نسختين آخرين، فاز العراق أربع مرات (1979، 1984، 1988، 2023).
العراق والكويت الخصومة بينهما تتزايد بشكل مستمر إلى مستوى جديد. في 11 يونيو عام 1976،التقى الاثنان في الدور نصف النهائي من كأس آسيا في طهران ؛ تقدم الكويت بهدفين، ثم سجل العراق هدفين، وبعد ذلك، في الدقيقة 10 (عدد) من الوقت الإضافي، سجل الكويت هدف ثالث. في عام 1979، انتزع العراق كأس الخليج من الكويت وفاز على الكويت 3-1، والتقى الاثنان في تصفيات دورة الألعاب الأولمبية في موسكو عام 1980، استطاع كل من الفريقين التأهل إلى دورة الألعاب الأولمبية، وكلاهما وصل إلى الدور ربع النهائي في موسكو. تأهل العراق أيضا للألعاب 1984 في لوس انجليس والعاب 1988 في سيول. وقد فاز العراق في دورة الألعاب الآسيوية عام 1982 كذلك. فاز الكويت في كأس آسيا عام 1980، التي استضافتها. ترك الفريقان بصماتهما على الساحة العالمية. تأهلت الكويت لنهائيات كأس العالم 1982 في إسبانيا. وتأهل العراق لنهائيات كأس العالم 1986 في المكسيك.
قلت مباريات العراق والكويت عام 1988 و1990، وكانت اغلب المباريات تنتهي بمشاجرات في نهايتها. بسبب حرب الخليج الثانية، فإن كرة القدم لم تعد هي نفسها مرة أخرى. أصبح العراق والكويت يتجنبان اللقاء لأكثر من عقد من الزمن. فاز الكويت بكأس الخليج في عامي 1996 و1998، قبل حصول الكويت على اللقب العاشر في عام 2010. حُظر العراق من المشاركة لـ13 عامأ، وذلك لأن عدي صدام حسين كان رئيس اللجنة الأولمبية العراقية، بعد انتهاء الحروب التي دامت ما يقارب 25 عاماً، فاز العراق بكأس آسيا 2007.

## المباريات
المصدر:

## الإحصائيات
| #  | التاريخ        | منافسة                                       | المستضيف (Home) | النتيجة      | الضيف (Away) | أهداف (H)                                       | أهداف (A)                             | مكان                                   |
| -- | -------------- | -------------------------------------------- | --------------- | ------------ | ------------ | ----------------------------------------------- | ------------------------------------- | -------------------------------------- |
| 1  | 13 نوفمبر 1964 | كأس العرب 1964                               | الكويت          | 0–1          | العراق       |                                                 | شاكر إسماعيل 60'                      | مدينة الكويت                           |
| 2  | 4 أبريل 1966   | كأس العرب 1966                               | العراق          | 3–1          | الكويت       | شدراك يوسف , نوري ذياب , عطا                    |                                       | ملعب الكشافة، بغداد                    |
| 3  | 28 يناير 1971  | مباراة ودية                                  | العراق          | 2–0          | الكويت       | فالح عبد حاجم , علي كاظم                        |                                       | ملعب الشعب الدولي، بغداد               |
| 4  | 19 نوفمبر 1971 | مباراة ودية                                  | العراق          | 3–1          | الكويت       | مظفر نوري 1', عزيز 75', صباح نوري 76'           |                                       | ملعب الشعب الدولي، بغداد               |
| 5  | 10 ديسمبر 1971 | تصفيات كأس آسيا 1972                         | العراق          | 1–1          | الكويت       | Aziz 15'                                        | بو حمد                                | مدينة الكويت                           |
| 6  | 24 ديسمبر 1971 | تصفيات كأس آسيا 1972                         | العراق          | 1–0          | الكويت       | رياض نوري 90+4'                                 |                                       | مدينة الكويت                           |
| 7  | 7 يناير 1972   | كأس فلسطين للأمم 1972                        | العراق          | 3–1          | الكويت       | شدراك يوسف , علي كاظم , صباح حاتم               |                                       | ملعب الشعب الدولي، بغداد               |
| 8  | 20 أغسطس 1975  | كرة القدم في الألعاب الأولمبية الصيفية 1976 ‏ | الكويت          | 1–2          | العراق       |                                                 | علي كاظم 29'، 58'                     | طهران                                  |
| 9  | 8 أبريل 1976   | كأس الخليج العربي 4                          | الكويت          | 2–2          | العراق       |                                                 | صباح عبد الجليل 46', علي كاظم 49'     | ملعب حمد الكبير، الدوحة                |
| 10 | 15 أبريل 1976  | كأس الخليج العربي 4                          | الكويت          | 4–2          | العراق       |                                                 | احمد صبحي 9'، 50'                     | ملعب حمد الكبير، الدوحة                |
| 11 | 11 يونيو 1976  | كأس آسيا 1976                                | الكويت          | 3–2          | العراق       | Ibrahim 11', فتحي كميل 77'، 100'                | صباح عبد الجليل 46', فلاح حسن 85'     | ملعب آزادي، طهران                      |
| 12 | 18 ديسمبر 1978 | كرة القدم في دورة الألعاب الآسيوية 1978      | العراق          | 3–0          | الكويت       |                                                 |                                       | ملعب راجامانغالا، بانكوك               |
| 13 | 29 مارس 1979   | كأس الخليج العربي 5                          | العراق          | 3–1          | الكويت       | فلاح حسن 9', هادي أحمد 47', مهدي عبد الصاحب 90' | محبوب جمعة 75'                        | ملعب الشعب الدولي، بغداد               |
| 14 | 9 نوفمبر 1982  | مباراة ودية                                  | الكويت          | 1–0          | العراق       |                                                 |                                       | استاد الصداقة والسلام، مدينة الكويت    |
| 15 | 26 نوفمبر 1982 | كرة القدم في دورة الألعاب الآسيوية 1982      | العراق          | 1–2          | الكويت       | علي حسين شهاب 73'                               | يوسف سويد 35', عبد العزيز العنبري 37' | ملعب جواهر لعل نهرو، نيودلهي           |
| 16 | 4 ديسمبر 1982  | كرة القدم في دورة الألعاب الآسيوية 1982      | الكويت          | 0–1          | العراق       |                                                 | حسين سعيد 82'                         | ملعب جواهر لعل نهرو، نيودلهي           |
| 17 | 22 مارس 1984   | كأس الخليج العربي 7                          | العراق          | 3–1          | الكويت       | حسين سعيد 47'، 75', كريم محمد علاوي 80'         | Fulaiteh 59'                          | ملعب الشرطة السلطانية العمانية، مسقط   |
| 18 | 3 أبريل 1986   | كأس الخليج العربي 8                          | العراق          | 1–2          | الكويت       | مهدي جاسم 74'                                   |                                       | ستاد البحرين الوطني، الرفاع            |
| 19 | 21 فبراير 1987 | مباراة ودية                                  | الكويت          | 2–0          | العراق       |                                                 |                                       | ملعب نادي الكويت، مدينة الكويت         |
| 20 | 18 ديسمبر 1987 | كرة القدم في الألعاب الأولمبية الصيفية 1988 ‏ | الكويت          | 2–1          | العراق       | وائل سليمان 6', الهجري 22'                      | كريم محمد علاوي 65'                   | ملعب نادي الكويت، مدينة الكويت         |
| 21 | 8 مارس 1988    | كأس الخليج العربي 9                          | العراق          | 1–0          | الكويت       | أحمد راضي 39'                                   |                                       | ملعب الملك فهد الدولي، الرياض          |
| 22 | 15 أكتوبر 1989 | مباراة ودية                                  | العراق          | 1–0          | الكويت       | ناطق هاشم 60'                                   |                                       | ملعب الشعب الدولي، بغداد               |
| 23 | 8 نوفمبر 1989  | كأس الصداقة والسلام 1989                     | العراق          | 2–1          | الكويت       | أحمد راضي 26'، 90'                              | الصالح 70'                            | استاد الصداقة والسلام، مدينة الكويت    |
| 24 | 28 فبراير 1990 | كأس الخليج العربي 10                         | العراق          | 1–1          | الكويت       | ليث حسين 15'                                    | الحداد 48'                            | إستاد جابر الأحمد الدولي، مدينة الكويت |
| 25 | 26 نوفمبر 2005 | مباراة ودية                                  | الكويت          | 0–0          | العراق       |                                                 |                                       | ملعب السلام والصداقة ‏، مدينة الكويت    |
| 26 | 21 مارس 2008   | مباراة ودية                                  | الكويت          | 0–0          | العراق       |                                                 |                                       | إستاد جابر الأحمد الدولي، مدينة الكويت |
| 27 | 10 يناير 2009  | كأس الخليج العربي 19                         | العراق          | 1–1          | الكويت       | علاء عبد الزهرة 66'                             | خالد خلف 37'                          | مجمع السلطان قابوس الرياضي، مسقط       |
| 28 | 17 نوفمبر 2010 | مباراة ودية                                  | العراق          | 1–1          | الكويت       | يونس محمود 45'                                  |                                       | ملعب الشارقة للكريكيت، الشارقة         |
| 29 | 2 ديسمبر 2010  | كأس الخليج العربي 20                         | الكويت          | 2–2 (a.e.t.) | العراق       | بدر المطوع 1', فهد العنزي 58'                   | هوار ملا محمد 6', علاء عبد الزهرة 14' | استاد 22 مايو، عدن                     |
| 30 | 29 مارس 2011   | مباراة ودية                                  | الكويت          | 1–0          | العراق       |                                                 |                                       | استاد 22 مايو، عدن                     |
| 31 | 13 يوليو 2011  | مباراة ودية                                  | العراق          | 0–2          | الكويت       |                                                 | الفضلي 66', عامر معتوق 84'            | ستاد عمان الدولي، عمان                 |
| 32 | 9 يناير 2013   | كأس الخليج العربي 21                         | العراق          | 1–0          | الكويت       | حمادي أحمد 29'                                  |                                       | ملعب مدينة خليفة الرياضية، مدينة عيسى  |
| 33 | 14 نوفمبر 2014 | كأس الخليج العربي 22                         | العراق          | 0–1          | الكويت       |                                                 | فهد العنزي 90+2'                      | ملعب الأمير فيصل بن فهد، الرياض        |
| 34 | 22 ديسمبر 2014 | مباراة ودية                                  | العراق          | 1–1          | الكويت       | يونس محمود 85' (ركل.)                           | علي مقصيد 45' (ركل.)                  | ملعب آل راشد، دبي                      |
| 35 | 10 سبتمبر 2018 | مباراة ودية                                  | الكويت          | 2–2          | العراق       | علاء مهاوي 46' (هـ.ذ.), فهد الهاجري 77'         | مهند علي 5', Faez 65'                 | ملعب علي صباح السالم، مدينة الكويت     |
| 36 | 27 يناير 2021  | مباراة ودية                                  | العراق          | 2–1          | الكويت       | محمد داود ياسين 79', أيمن حسين 89' (ركل.)       | الرشيدي 22'                           | ملعب جذع النخلة، البصرة                |
| 37 | 30 ديسمبر 2022 | مباراة ودية                                  | العراق          | 1–0          | الكويت       | علي فايز 8'                                     |                                       | ملعب جذع النخلة، البصرة                |
| 38 | 11 سبتمبر 2024 | تصفيات كأس العالم 2026                       | الكويت          | 0–0          | العراق       |                                                 |                                       | ملعب جابر الأحمد الدولي، مدينة الكويت  |
| 39 | 20 مارس 2025   | تصفيات كأس العالم 2026                       | العراق          | 2–2"         | الكويت       | أكام هاشم 90+3' ، إبراهيم بايش 90+11'           | يوسف ناصر 39،70'                      | ملعب جذع النخلة، البصرة                |

| المباريات التي اقيمت في العراق     | 9  |
| المباريات التي اقيمت في مكان محايد | 18 |
| المباريات التي أقيمت في الكويت     | 12 |
| إجمالي المباريات                   | 39 |
| المباريات التي فاز بها العراق      | 17 |
| المباريات التي فاز بها الكويت      | 10 |
| الأهداف التي سجلها العراق          | 56 |
| الأهداف التي سجلها الكويت          | 45 |